# حلبة أسن تي تي

المسار.

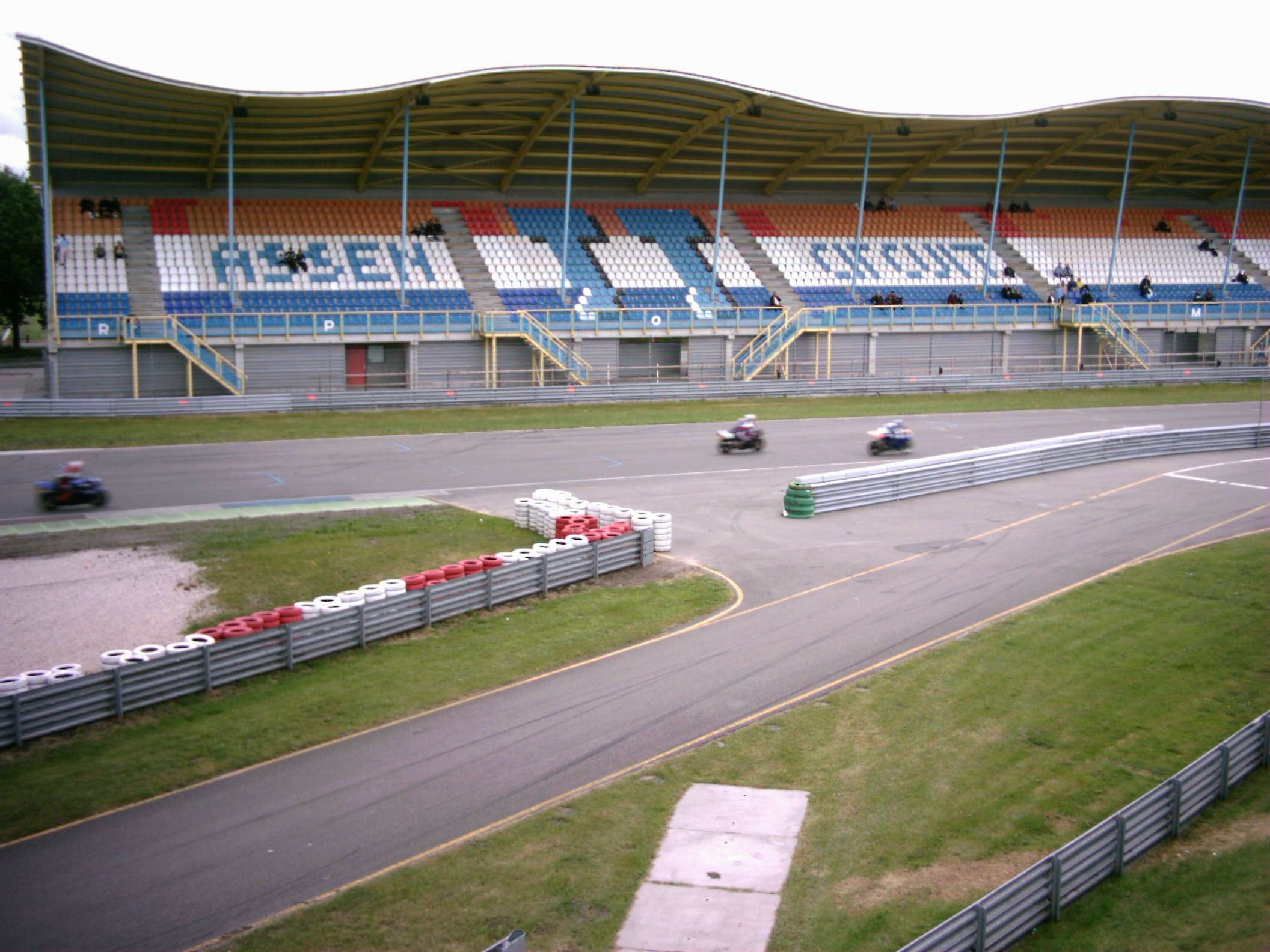
الحلبة

حلبة أسن تي تي هي حلبة سباقات لرياضة المحركات الآلية بنيت في سنة 1955 بسعة 100 ألف متفرج، وتقع في أسن بهولندا. تستضيف الحلبة سباقات بطولة العالم للسوبربايك وسباق الجائزة الكبرى للدراجات النارية.